# Géographie de la république de l'Altaï
La géographie de la république de l'Altaï correspond à l'étude et la description du territoire de la république russe de l'Altaï, situé dans le district fédéral sibérien. Située au sud de la Sibérie occidentale, elle se trouve dans les montagnes de l'Altaï. Au nord-ouest, elles est bordé par le kraï de l'Altaï, avec le Kazakhstan au sud-ouest, avec la Chine et la Mongolie au sud, avec la république de Touva et la république de Khakassie à l'est, et avec l'oblast de Kemerovo au nord-est. La longueur du territoire du nord au sud est de 380 km, d'ouest en est de 360 km. La longueur de la frontière avec la Chine n'est ici que de 40 km.

## Géographie

### Situation

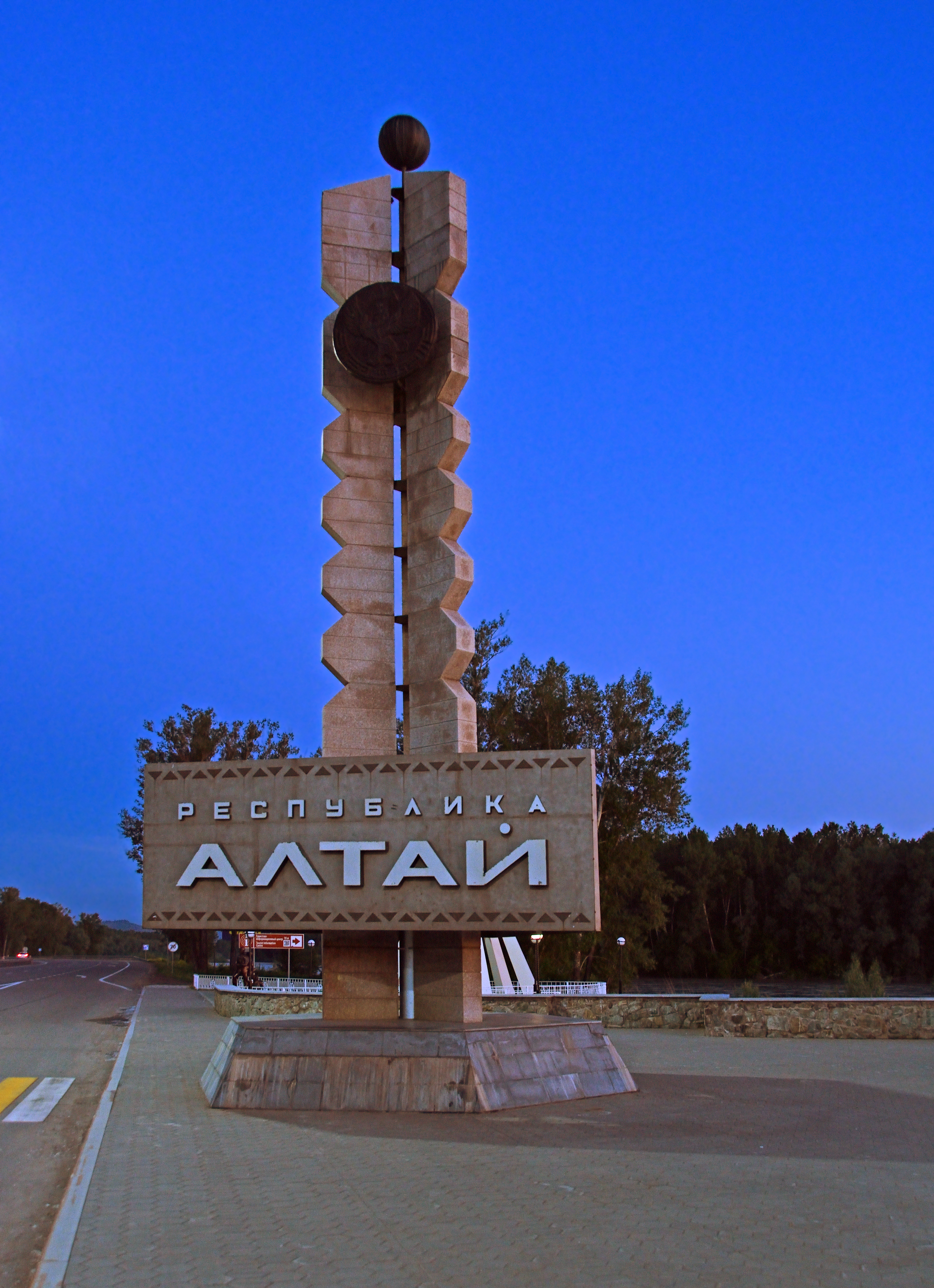
Stèle d'entrée dans la république de l'Altaï sur la R256.

Couvrant une superficie de 92 903 km2, la république de l'Altaï est un sujet possédant une superficie moyenne comparé aux autres sujets russes; mais une superficie petite comparé aux sujets sibériens comme le kraï de l'Altaï avec 167 996 km2 ou l'oblast de Novossibirsk avec 177 756 km2. Elle compose 0,5 % du territoire de la fédération de Russie, et 1,5 % du district fédéral Sibérien, soit le dixième le sujet le plus grand du district sur 12. La république de l'Altaï donne naissance à la Katoun et la Biia, les deux rivière qui donne naissance l'Ob, un des trois grands cours d'eau de Sibérie.
La république de l'Altaï possède un relief très montagneux, avec très peu de plaines fluviales, à part vers Maïma, et quelques steppes et plateaux dans le sud du territoires, avec la steppe d'Ouïmon, l'Oukok, les steppes de la Tchouïa et de Kouraï, ainsi que plateaux d'Oulagan et de la Tchoulychmann.

La république de l'Altaï fait partie de la Sibérie, et ainsi du district fédéral Sibérien. Son point le plus bas est à Maïma (220 mètres) et son point culminant de 4 506 m pour le Béloukha dans les monts Katoun, soit un dénivelé de plus de 4 280 mètres. Les forêts couvrent en tout environ 67,7 % du territoire de la république. La distance entre le point le plus au nord et celui le plus au sud est de 360 kilomètres, celle entre ceux d'ouest et d'est est de 380 kilomètres.

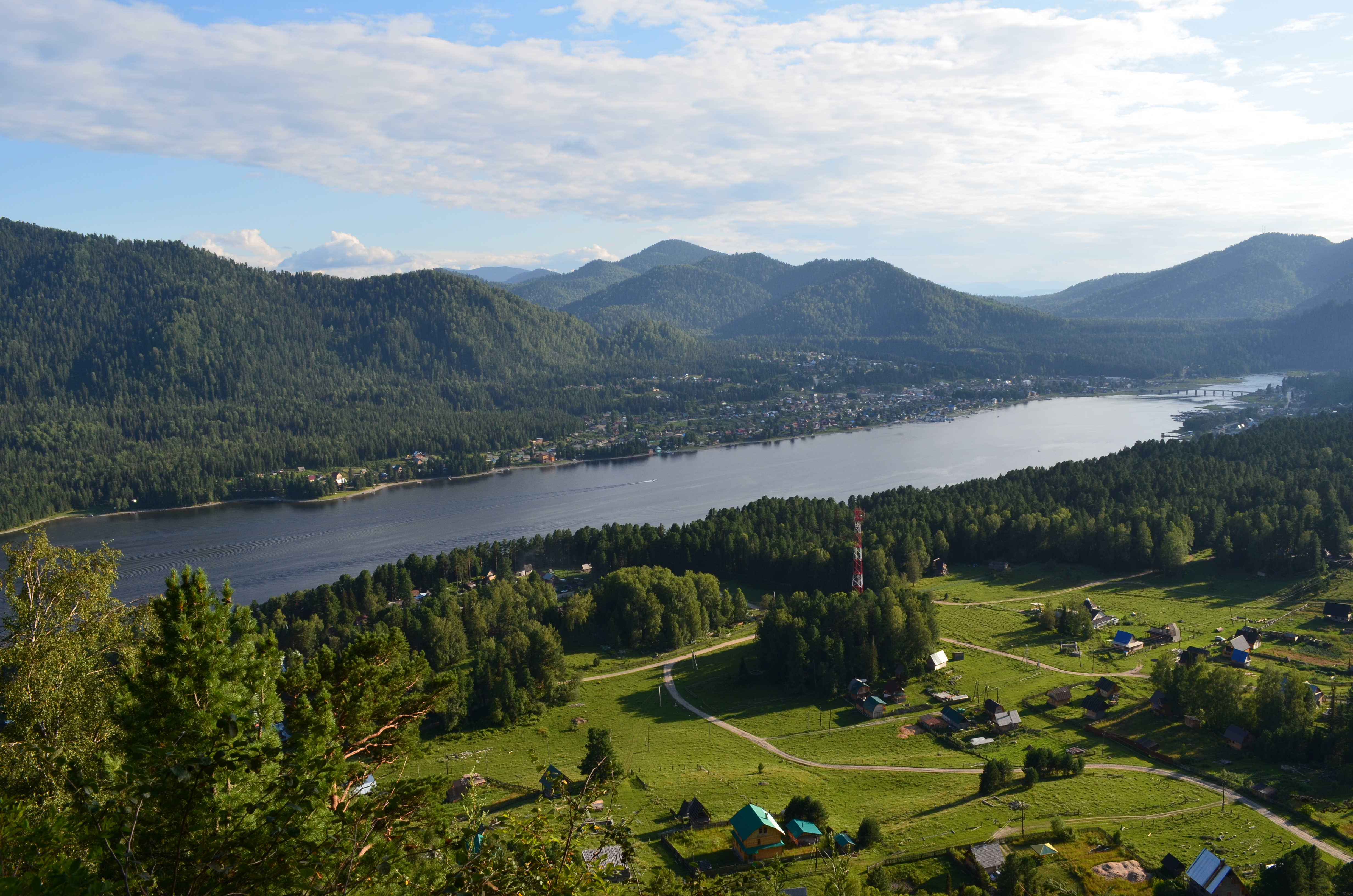
Iogatch.
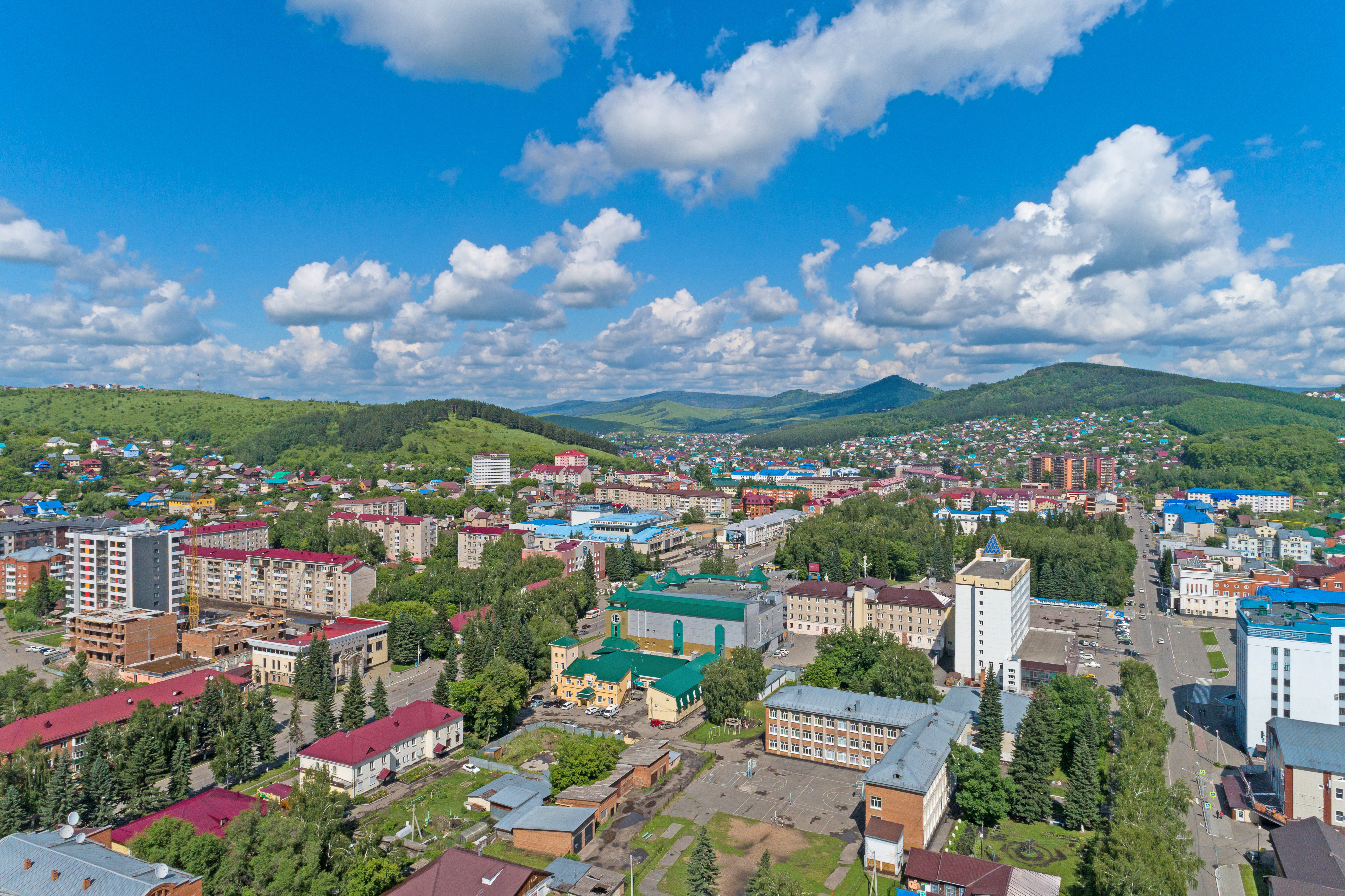
Gorno-Altaïsk.
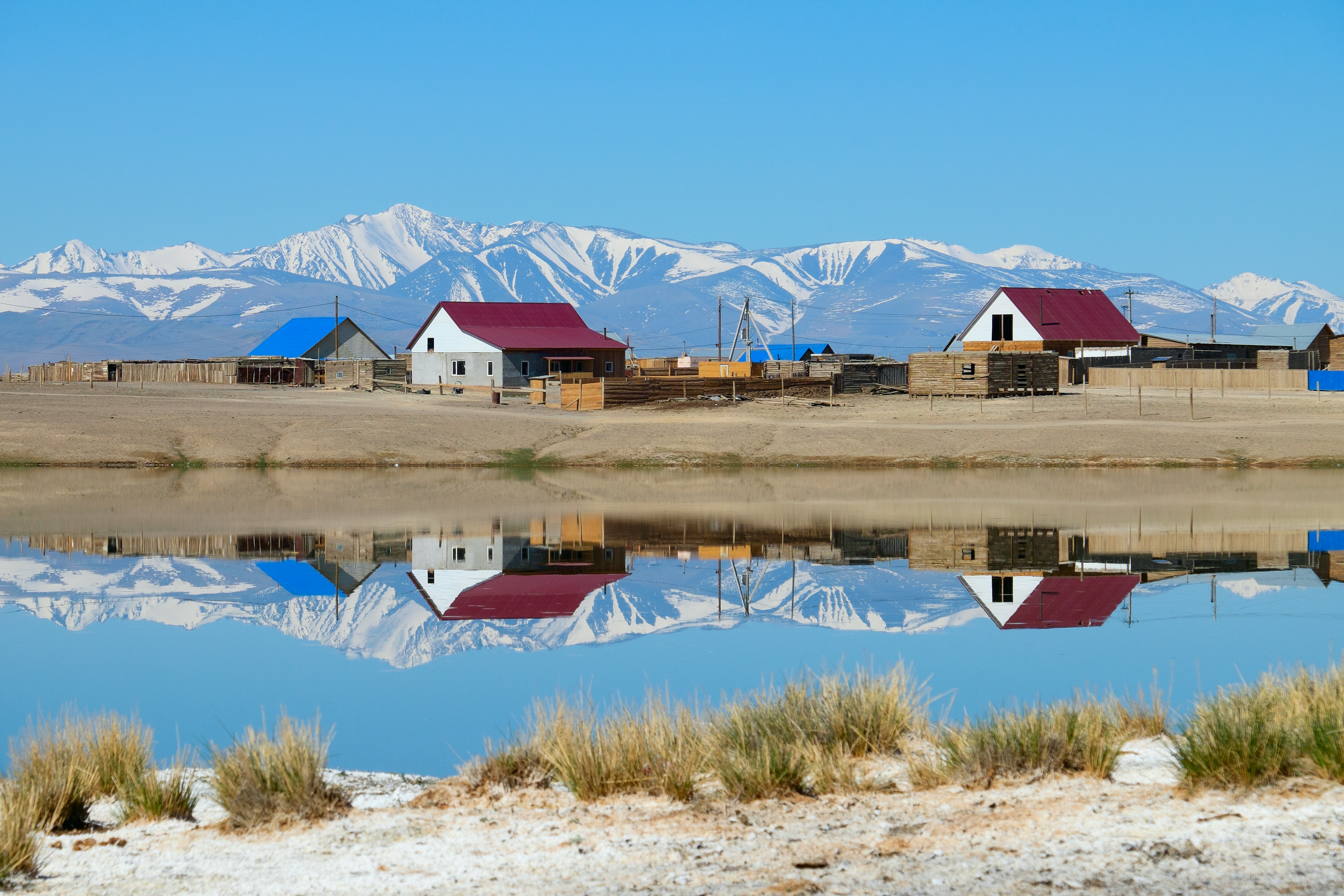
Koch-Agatch.
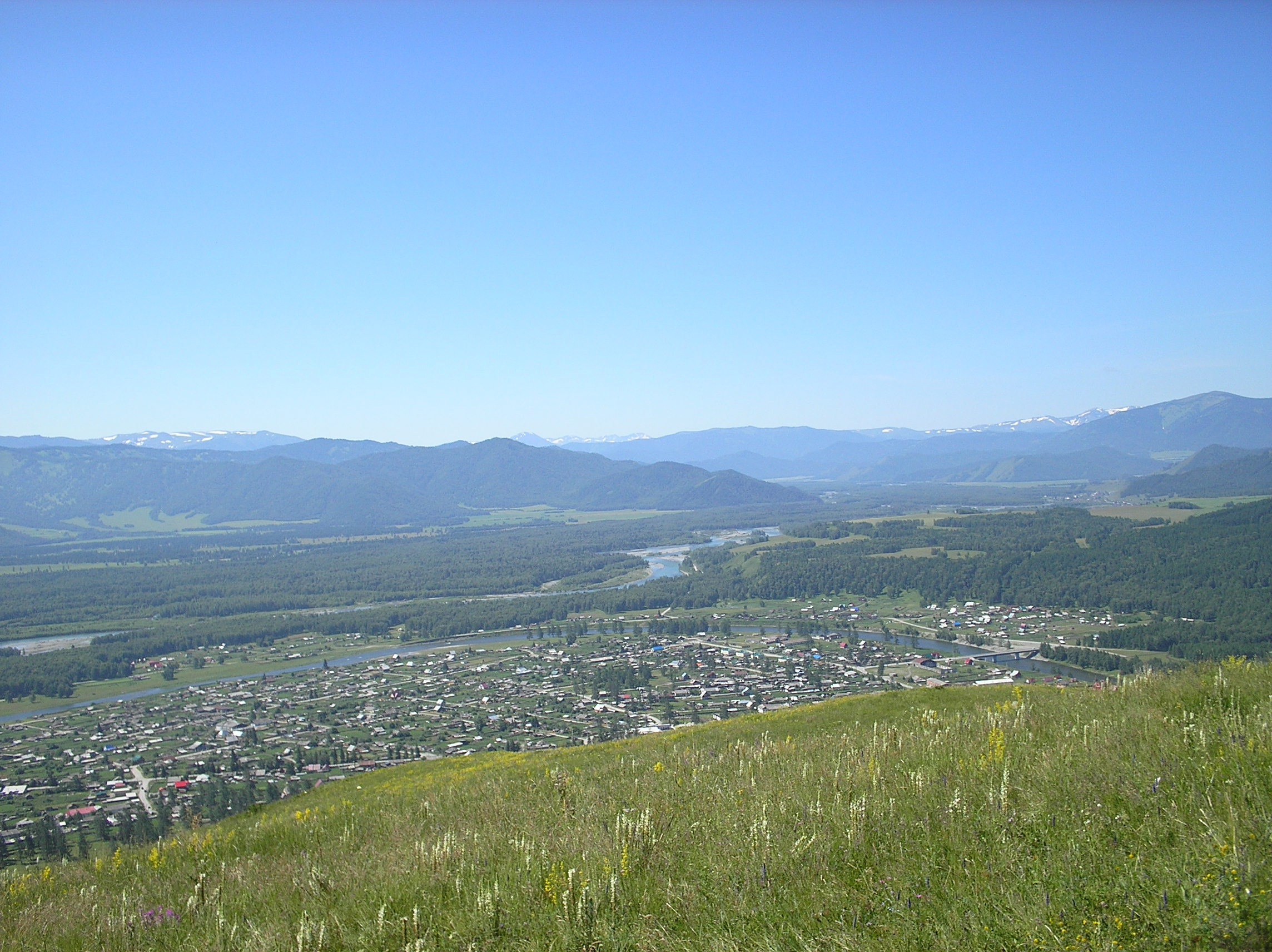
Oust-Koksa.

### Limites
Le territoire altaïque est contigu avec quatre sujets russes (la république de Touva, la république de Khakassie, l'oblast de Kemerovo et le Kraï de l'Altaï), d'une provinces kazakhe (le Kazakhstan Oriental), d'une région autonome chinoise (le Xinjiang) et d'un aïmag mongol (l'aïmag de Bayan-Ölgii) ; soit au total de 7 subdivisions administratives de quatre pays différents. Sa frontière avec la république du Kazakhstan est de 505 km, avec la Chine de 55 km, et avec la Mongolie de 209 km. Pour les sujets russes, elle borde la Touva sur 300 kilomètres, la Khakassie sur 200 autres, l'oblast de Kemerovo sur 150 kilomètres et enfin 500 kilomètres pour le Kraï de l'Altaï.
Sa frontière date d'une part de 25 septembre 1864 (7 octobre dans le calendrier grégorien) avec la Chine (qui possédait alors la Mongolie) quand le protocole Tchougouchak (ru) a été signé pour déterminer la frontière entre la Russie et l'empire Qing. Le 13 juin 1921, la frontière entre le territoire actuel et ce qui deviendra le Kazakhstan est tracée par le pouvoir soviétique, et le 1er juin 1922, avec la création de l'oblast autonome Oïrat, les frontières avec les autres sujets russes sont déterminées.

### Hydrographie
La république de l'Altaï peut être considérée comme un château d'eau pour une bonne partie de la Sibérie, grâce aux nombreux cours d'eau auxquels elle donne naissance à travers tout son territoire, et en particulier des deux grands affluents que sont la Katoun et la Biia, dont la confluence à Biïsk forme l'Ob, l'un des trois grands fleuves de Sibérie, qui s'écoule jusqu'à l'océan Arctique. La République est aussi riche en lacs, sans compter les glaciers en haute montagne.

#### Cours d'eau
En ce qui concerne les cours d'eau, il y aurait 12 209 rivières, selon le gouvernement de la république, représentant une longueur totale de 42 277 kilomètres. Les plus petites rivières, avec une taille inférieure à 10 kilomètres, et les petites, soit entre 10 et 25 kilomètres de long représentent 98,6 % des cours d'eau de la République, ainsi que 78,4 % de la longueur totale des rivières. Quant aux rivières dites moyennes, c'est-à-dire entre 100 et 500 kilomètres de long, il y en a 15 à travers la région; l'Anouï, l'Antrop, l'Argout, la Bachkaous, la Biia, le Djazator, l'Icha, la Koksa, le Lebed, la Pestchanaïa, la Tchapcha, la Tchouïa, le Tchoulychman, et enfin l'Oursoul. Il y a aussi de rivières supérieures à 500 kilomètres, la Katoun et la Tcharych,.
Du fait du nombre de rivières important et de son relief escarpé, l'Altaï regorge de chutes d'eau et de cascades à travers tout son territoire. Parmi les plus connues du territoire, on retrouve la cascade de Tchirlak, celle de Kourkoure, celle de Bolshoï Chaltan, la cascade Kamyshlinsky, celle de Korbou ou encore celle de Bolchoï Tchoultchinsky. Cette dernière est d'une hauteur de 160 mètres, soit la plus grande de toute la République, et elle se situe dans la vallée de la Tchoulychman.
La Katoun est le plus long cours d'eau de toute la République, avec une longueur de 688 km au cours de celle-ci. Elle possède un bassin versant au sein du territoire de 60 800 km2, et elle compte 254 affluents qui font eux en tout 708 kilomètres, dont le plus important, la rivière Tchouïa qui part de la steppe éponyme et descend vers le nord jusqu'à son embouchure dans la Katoun à Tchouïozy. La Katoun prend sa source au pied du glacier Gebler, situé au point culminant de la république, le mont Béloukha. Elle prend brièvement la direction du sud, avant d'aller à l'ouest puis de remonter vers le nord. Elle arrive alors à la steppe d'Ouïmon, et se dirige à l'est. Après Tioungour, elle entre dans des gorges, et prend la direction du nord. Elle poursuit les gorges jusqu'à Tchemal, où la vallée s'agrandit un peu. Entre-temps, elle a absorbé les eaux de l'Argout, de la Tchouïa et de l'Oursoul. Après Tchemal, elle continue toujours plein nord, et la vallée s'élargit à Mandjerok, et après Maïma, la vallée devient une plaine, avant qu'elle quitte le territoire qu'est la République. Cette rivière a une signification religieuse pour les Altaïens et pour de nombreux Russes vivant dans cette région, car le mont Béloukha est connu dans les récits de l'Altaï comme étant la porte vers le royaume de Chambhala,.

#### Lacs
Concernant les étendues d'eau, elles représentent environ 0,6 % du territoire, et se présentent sous trois différentes formes principales ; les lacs, les étangs et les marécages. Il y aurait environ 7000 lacs à travers l'ensemble du territoire, avec une superficie totale supérieure à 700 km2. La grande majorité de ces lacs sont de petites tailles, et sont majoritairement à une altitude comprise entre 1500 et 2600 mètres. En termes de nombre, le plateau de la Tchoulychman et celui de l'Oukok sont ceux qui en contiennent le plus. Les vallées des monts Katoun regorgent aussi de nombreux lacs, comme celui de la Koutcherla ou d'Akkem,.
Le plus grand lac est sans aucun doute le Teletskoïe, ou Altyn-Köl en altaïen, soit littéralement « lac doré », qui a une superficie de 223 km2 et un volume de 41 km3. Ce lac, dont l'origine est débattue, est profond de 325 mètres, et fait ainsi partie des 25 lacs les plus profonds du monde. Outre ce lac, on peut citer parmi les étendues d'eau conséquentes le lac Djouloukoul, l'Oukok, le Kaldjhn-Köl ou encore l'Ouzoun-Kol, le dernier sur le plateau d'Oulagan,.

#### Glaciers et eaux souterraines
Il y a au total, selon l'université d'État de Tomsk, 1035 glaciers, avec une superficie de 748 km2 et un volume d'eau de 35 km3,. Parmi les glaciers, on retrouve celui du massif du Tavan-Bogd-Oula, d'une superficie de 21 km2, lui de Maacheï, faisant 20 km2  Sofia faisant 17 km2  ou encore lui de Taldoura, faisant 34,9 km2 et celui d'Akkem, le plus visité de la région. La région héberge aussi de nombreux marécages, que ce soit ceux de la rivière Ynygra, de la rivière Katoun dans la steppe d'Ouïmon mais aussi et surtout ceux des steppes de Kouraï et la Tchouïa. Sinon, les étangs sont certes bien moins nombreux que les lacs mais ils existent. La plupart d'entre eux sont artificiels et ont été créés afin d'alimenter en eau des villages ou des mines comme celle de Kalgouty.

Enfin, la région possède une quantité importante d'eaux souterraines, avec des estimations portant à un total de 7480,3 milliards de mètres cubes d'eau. Cependant toutes ces réserves d'eau, souterraines ou non, ne sont que peu utilisés, malgré un potentiel énergétique estimé à 80 voire 85 milliards de kW. Actuellement, les quelque petites centrales hydroélectriques des rivières Tchemal, Kairu et Tyoun produisent 500 MW d'électricité. Il y a aussi un potentiel touristique important, avec des balades en bateau, la pêche mais surtout le rafting, l'Altaï étant connu pour ses championnats de rafting, comme dans les rapides de Mandjerok sur la Tchouïa près de Tchibit.

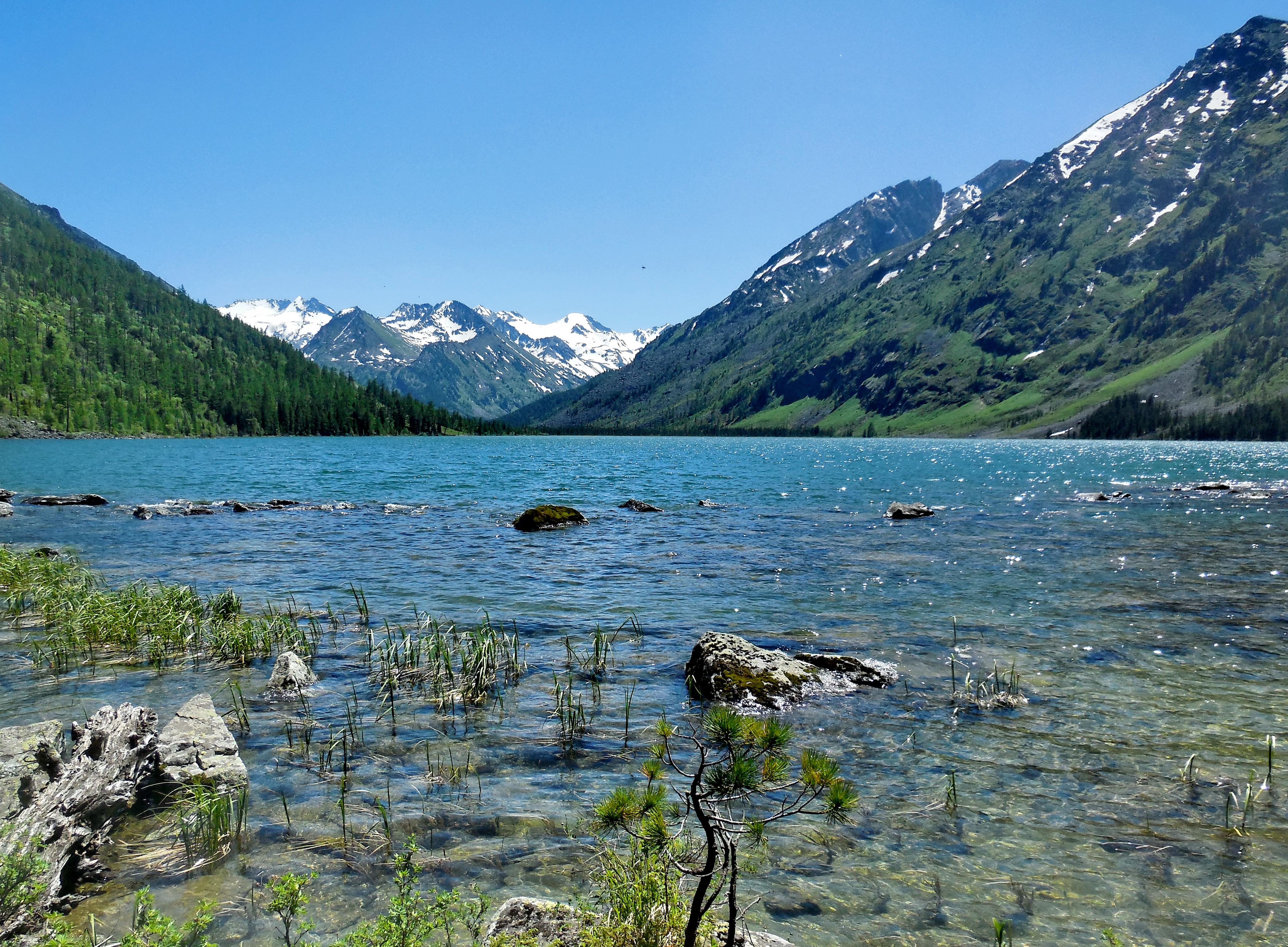
Lac médian de la Moulta (Lacs de la Moulta).
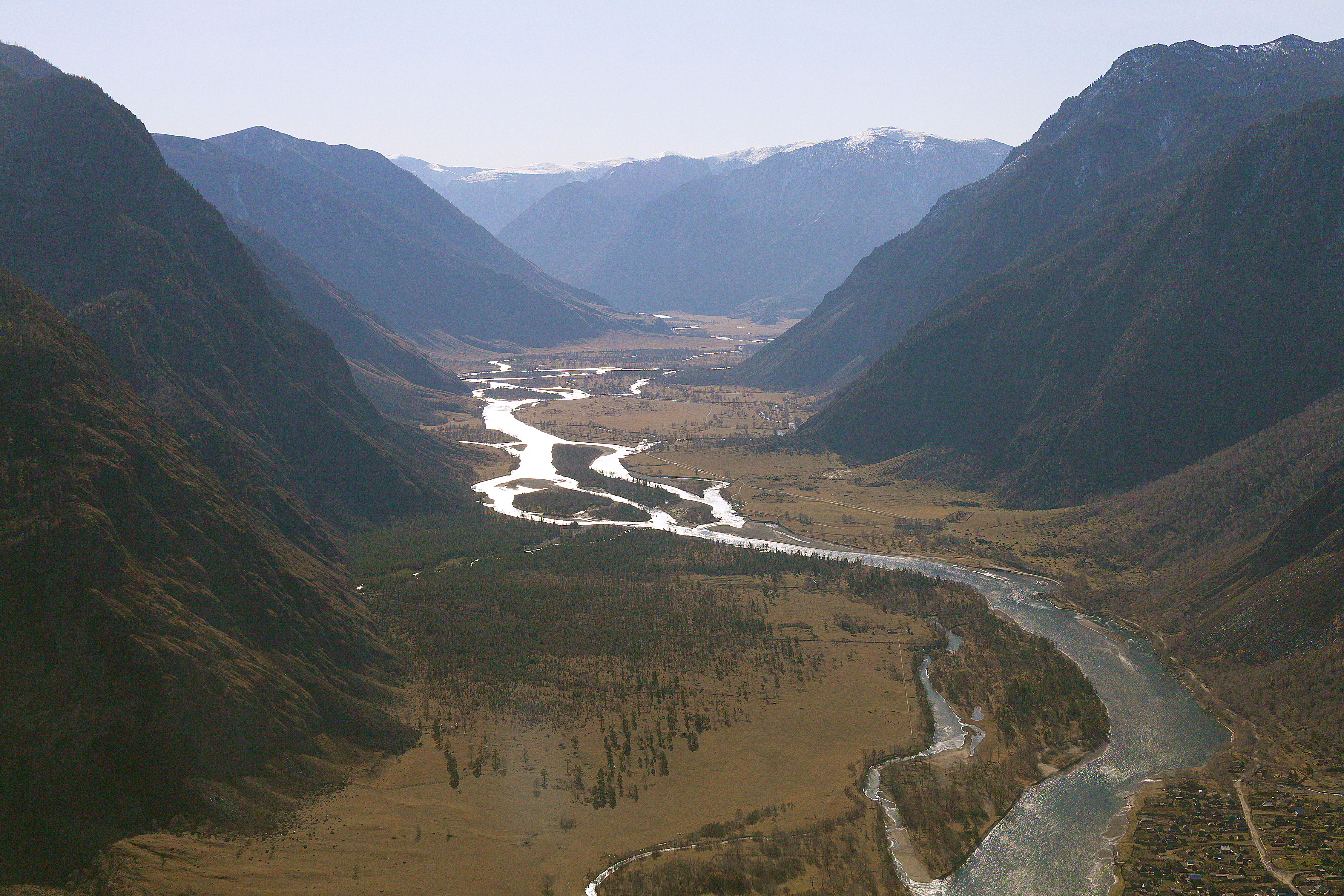
Vallée du Tchoulychman.
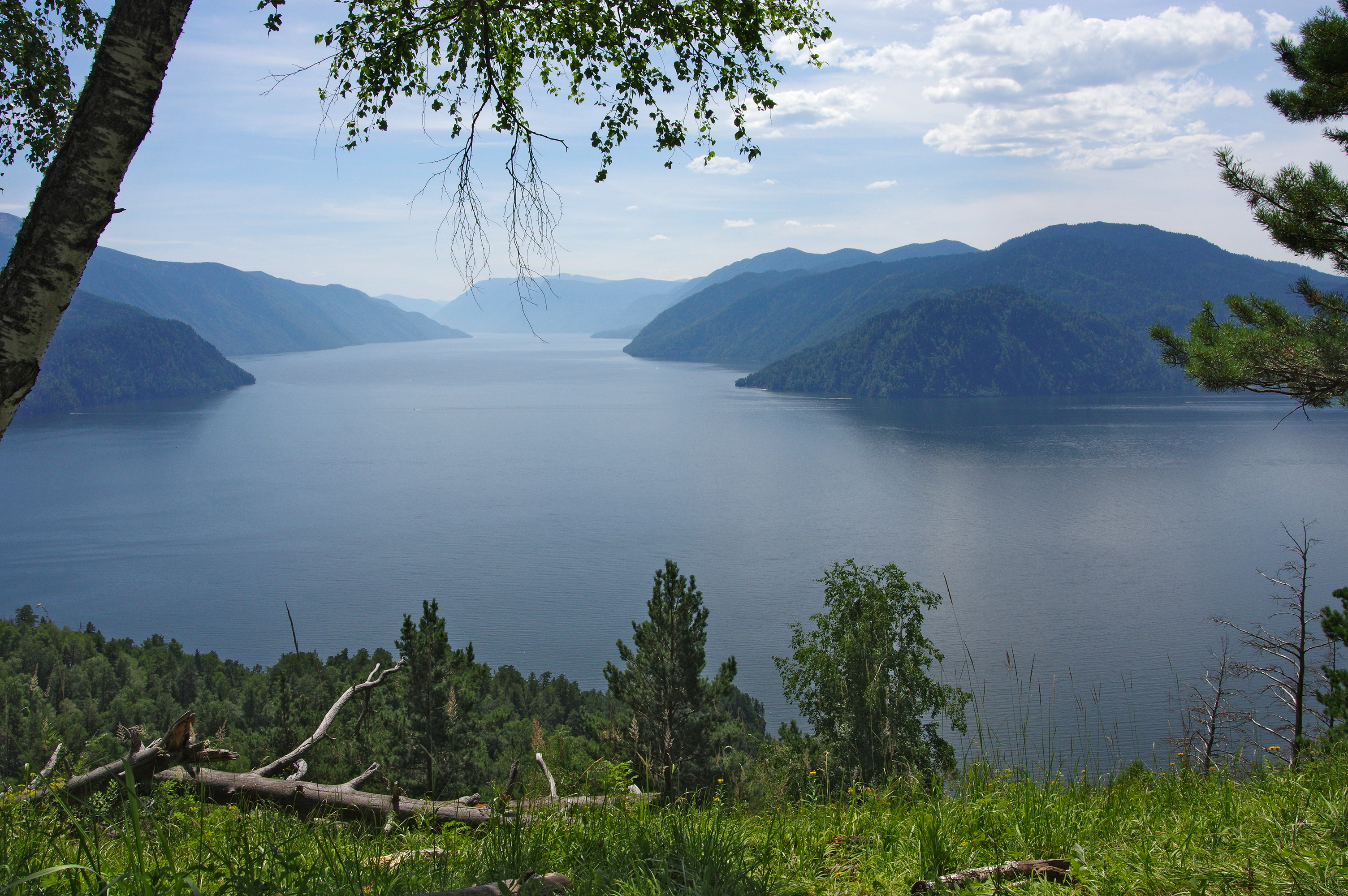
Le lac Teletskoïe.
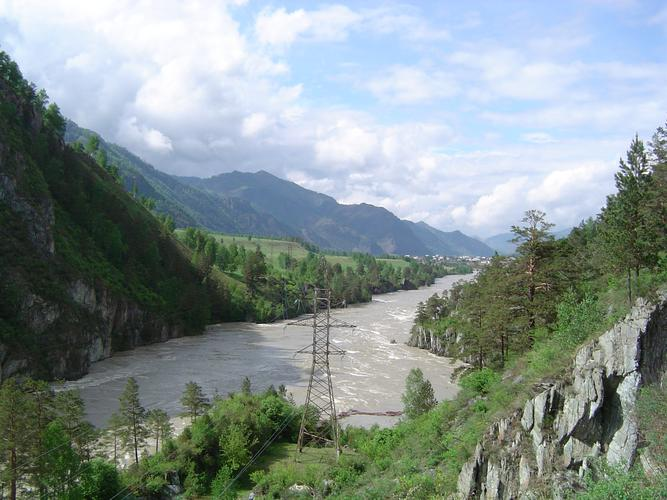
La rivière Katoun.
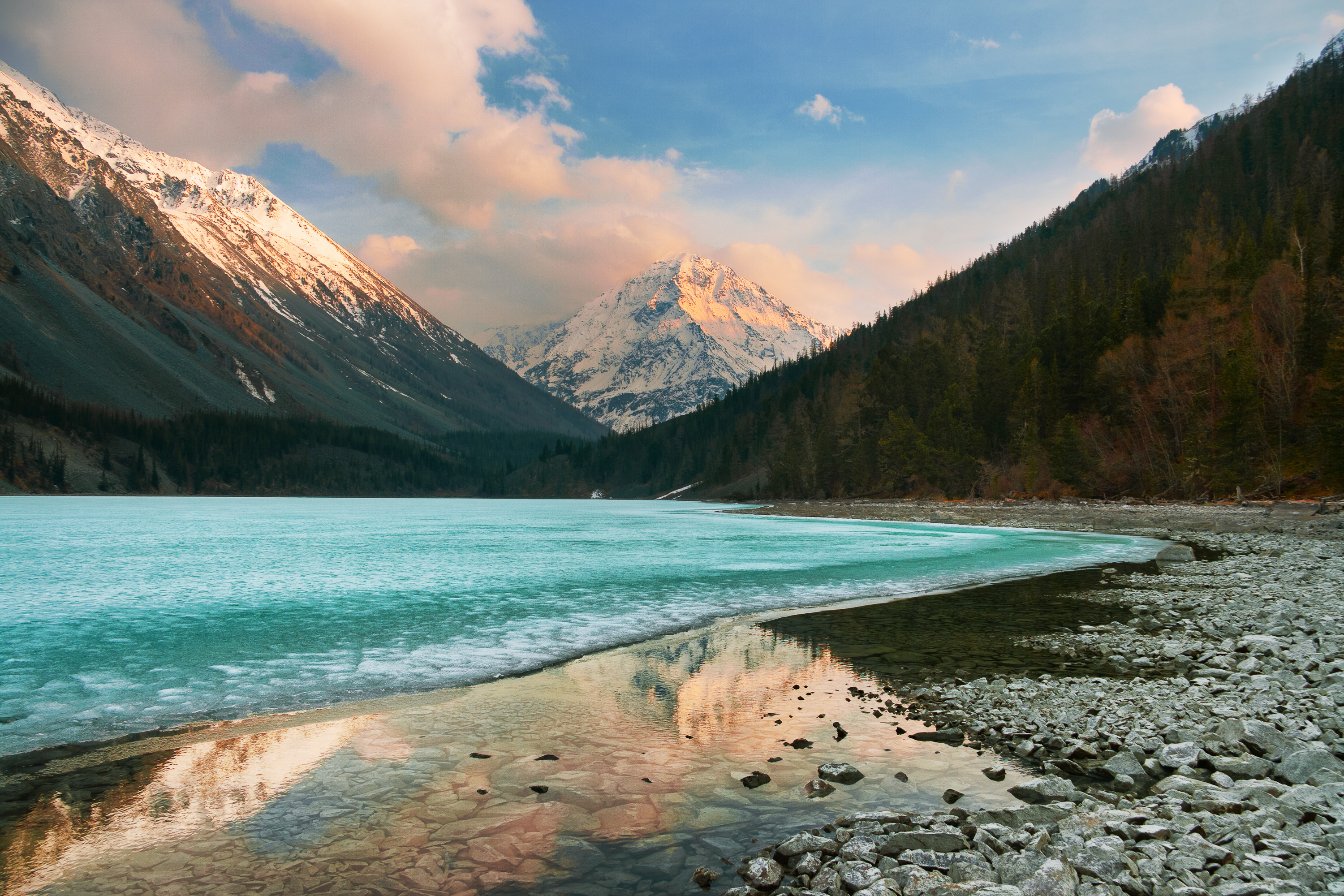
Lac de la Koutcherla.

### Géologie

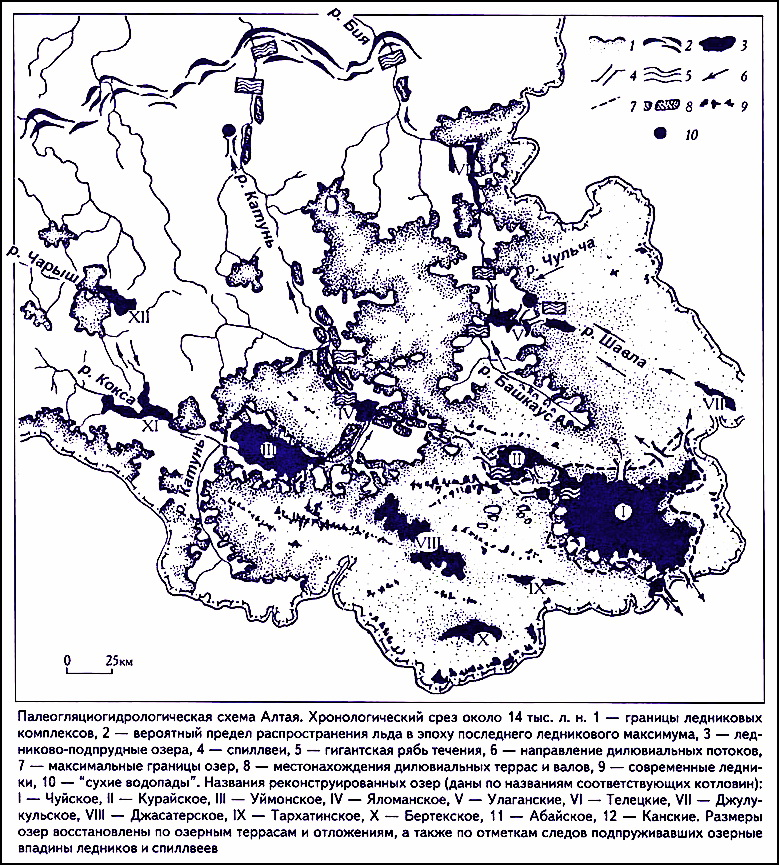
Carte des glaciers et lacs des pendant la dernière période glaciaire dans l'Altaï.

La république de l'Altaï possède un sol très riche, avec de nombreux richesses minérales ainsi que d'autres métaux dans son sous-sol. Certaines de ses ressources sont exploitées, permettant un développement économique de certaines zones reculées. Cependant, sur tout ce qui est connu, seulement une faible proportion est exploitée, du fait de l'isolement géographique ainsi que du classement de nombreuses naturelles.
Les espaces forestiers composent 44,4 % du territoire, dont 14 % de ce total avec des sols en tchernoziom, et 13 % pour les sols bruns. Les sols des forêts sont principalement argileux et limoneux, et en ce qui concerne l'érosion, elle est faite par l'eau en plaine et en basse montagne, faite par l'eau et le vent dans les zones montagneuses et principalement par le vent en haute montagne;

#### Minerais
L'or est la richesse de la république de l'Altaï la plus connue, et le territoire est connu depuis l'Antiquité pour cette richesse. La région tire d'ailleurs son nom de ce métal noble, la racine "alt" signifiant or en proto-turc. Le gisement d'or le plus important est Sinyoukhinskoïe dans la raïon de la Tchoïa, exploité depuis les années 1950 avec la mine Vessely, qui produit annuellement 90% de l'or de la région. Ce gisement est, malgré son exploitation longue, toujours sous-exploité, et on estime des réserves totales de l'ordre de 150 tonnes. Outre cette mine, ce raïon est celui où l'or est le plus exploité, auquel il faut ajouter des mines dispersées dans le nord de la République ainsi que la teneur en or de nombreuses rivières (Ielangach, Argout, Tara, Totchan, Tchouïa).

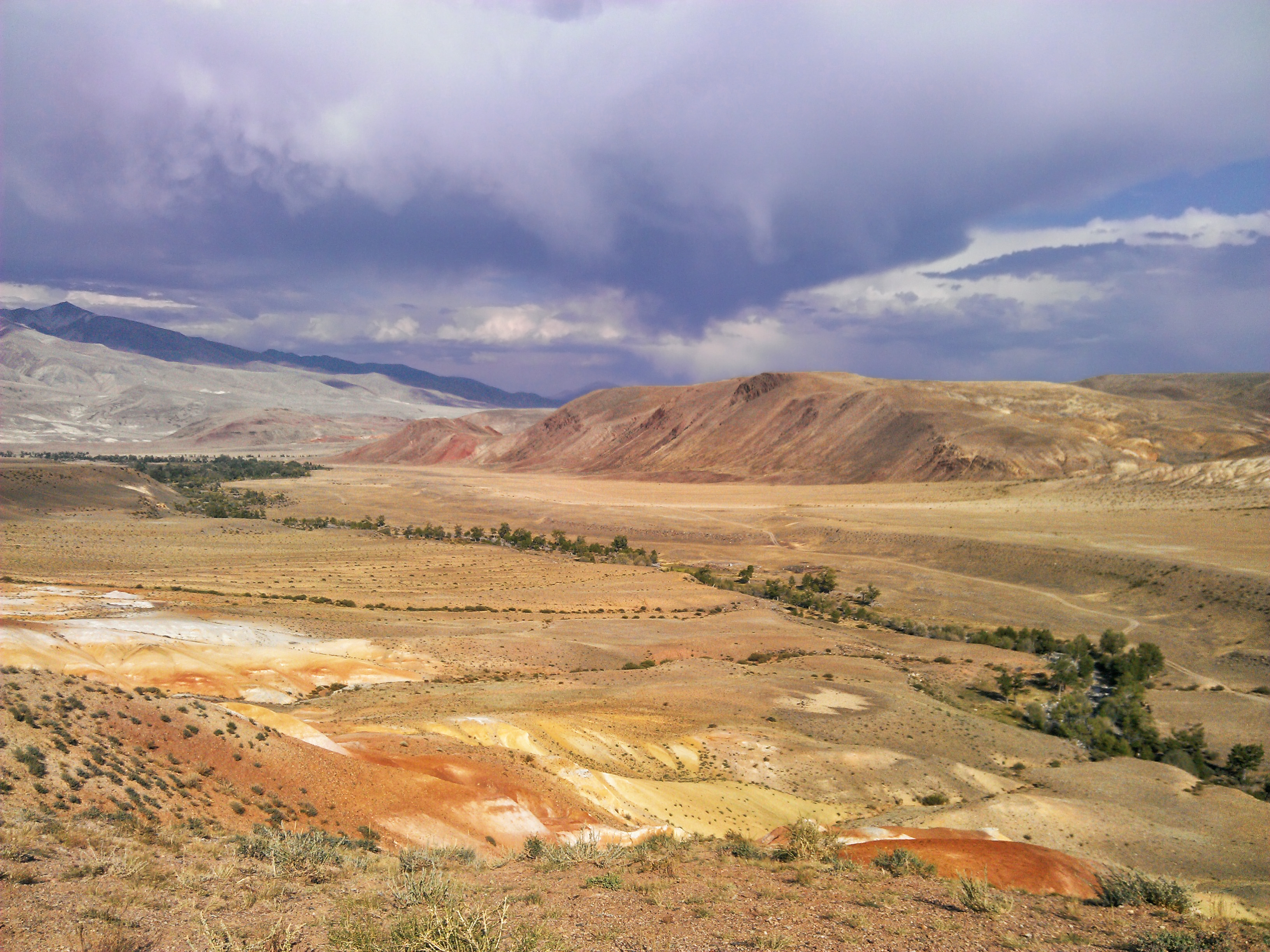
Sol à forte teneur en mercure près de Tchagan-Ouzoun.

On retrouve aussi de l'argent, découvert dans les années 1980 dans les monts Tchikhatchov non loin de Koch-Agatch, qui regorge d'ailleurs aussi de plomb, de cuivre et de bismuth. Le raïon de Koch-Agatch est d'ailleurs un des plus riches, avec le mercure qui est en quantité importante sur une ligne Aktach (raïon d'Oulagan pour ce village) - Tchagan-Ouzoun. Seul le gisement d'Aktach fut exploité entre les années 1940 et 1990. Sinon dans le raïon de Koch Agatch, le gisement de Karakoul regorge, en plus de l'or, de bismuth et de cobalt, à une altitude allant jusqu'à 2700 mètres d'altitude. Il y aussi le gisement de Kalgoutin, non loin de l'Oukok riche en tungstène, molybdène et en béryllium.

#### Principaux gisements
Le gisement d'Alakhin, du nom du lac éponyme situé à l'ouest de l'Oukok aurait des réserves de lithium estimées à 68 millions de tonnes, soit une des plus grandes réserves de Sibérie. Mais il n'est pas exploité pour le moment, à cause de l'accès difficile et sa proximité d'un site classé à l'Unesco. On retrouve aussi du fer dans le Kholzoun et dans les monts de la Koksa, avec près de 200 millions de tonnes mais en fable qualité. Vers Gorno-Altaïsk, il y a un gisement de 20 millions de tonnes de manganèse, et vers Tchagan-Ouzoun, il y aurait 100 millions de tonnes de lignite. Mais le minerai avec le plus de valeur se trouve à Iogatch, avec au moins 4,5 millions de tonnes de marbre découvertes. Sinon, on trouve de la wollastonite à plusieurs endroits, de l'hématite, de nombreux argiles ou encore du tantale à travers la République.

### Climat
| Températures moyennes minimales                                 | −3,8 °C                                        | −5,5 °C                                          | −9,8 °C                                          |
| Températures moyennes                                           | 2,1 °C                                         | 4,1 °C                                           | −3,7 °C                                          |
| Températures moyennes maximales                                 | 9,5 °C                                         | 8,7 °C                                           | 3,4 °C                                           |
| Précipitations moyennes                                         | 724,7 mm                                       | 534 mm                                           | 124 mm                                           |
| Ensoleillement moyen                                            | 2 016 h                                        | 2 896,72 h                                       | 2 811 h                                          |
| Record de températures Minimale / Maximale                      | −48,6 °C (décembre 1938) / 39,6 °C (août 2002) | −48,5 °C (janvier 1940) / 36,5 °C (juillet 1974) | −55,1 °C (janvier 1940) / 33,2 °C (juillet 2004) |
| Source : Pogoda i klimat,, climate-base.ru,, et ru.climate-data |                                                |                                                  |                                                  |